# Urceolina cuzcoensis
Urceolina cuzcoensis är en amaryllisväxtart som beskrevs av Julio César Vargas Calderón. Urceolina cuzcoensis ingår i släktet Urceolina och familjen amaryllisväxter. Inga underarter finns listade i Catalogue of Life.